# Reminiscence (visual novel)
Reminiscence (レミニセンス?) è una visual novel giapponese per adulti del 2013 di genere erotico e sviluppata da Tigre Soft per Microsoft Windows. In Giappone il videogioco è uscito prima in versione prova il 2 febbraio 2013, mentre l'edizione ufficiale è uscita il 31 maggio 2013. Il videogioco è seguito da Reminiscence Re:Collect e presenta la stessa ambientazione di Akatsuki no goei.

## Personaggi

### Principali
Hidetaka Shimazu (島津 秀隆?, Shimazu Hidetaka)
È il protagonista maschile del videogioco.